# Червоне Озеро (Кропивницький район)
Червоне́ О́зеро — село в Україні, у Долинській міській громаді Кропивницького району Кіровоградської області. Населення становить 441 осіб.

## Населення
Згідно з переписом УРСР 1989 року чисельність наявного населення села становила 441 особа, з яких 195 чоловіків та 246 жінок.
За переписом населення України 2001 року в селі мешкало 436 осіб.

### Мова
Розподіл населення за рідною мовою за даними перепису 2001 року:
| Мова       | Відсоток |
| ---------- | -------- |
| українська | 92,74 %  |
| російська  | 2,95 %   |
| молдовська | 1,36 %   |
| білоруська | 1,13 %   |
| інші       | 1,82 %   |